# Gewone Madagaskarrat
De gewone madagaskarrat (Nesomys rufus)  is een zoogdier uit de familie van de Nesomyidae. De wetenschappelijke naam van de soort werd voor het eerst geldig gepubliceerd door Peters in 1870.

## Voorkomen
De soort komt voor in het oosten Madagaskar.